# Shallow and Profound
A Shallow and Profound Yonderboi első stúdióalbuma, amit a német Mole Listening Pearls adott ki 2000. január 17-én.

## Dalok
1. "Intro" – 1:03
2. "Milonga Del Mar" – 8:44
3. "Chase & Chaser" – 3:41
4. "Cantaloupe Island (Interlude)" – 1:09
5. "Ohne Chanteuse" – 3:41
6. "No Answer From Petrograd" – 4:32
7. "100% Trevira" – 2:52
8. "Pabadam" – 3:59
9. "The Severance" – 0:23
10. "Sinking Slowly" – 4:52
11. "Bodysurf" – 4:04
12. "Riders On The Storm – Pink Solidism" – 4:19
13. "Road Movie" – 6:50
14. "Thousand Bells" – 4:46
15. "Fairy Of The Lake" – 5:08
16. "Another Geometry" – 5:13
17. "Outro" – 1:19